# Францевич Леонід Іванович
Леоні́д Іва́нович Фра́нцевич (нар. 3 жовтня 1935, Київ — пом. 29 травня 2024, Київ) — український зоолог і еколог, член-кореспондент Національної академії наук України (1990), лауреат Державної премії України в галузі науки і техніки (2004), Державної премії СРСР (1987) і Премії імені І. І. Шмальгаузена НАН України (2000).

## Біографічні відомості
Народився 3 жовтня 1935 року в Києві, в сім'ї вченого у галузі фізичної хімії і матеріалознавства академіка Івана Микитовича Францевича.
Здобув вищу освіту на біологічному факультеті Київського державного університету імені Т. Г. Шевченка за спеціальністю «біолог-зоолог» (1958).
З 1963 року до кінця життя, понад 60 років, працював у Інституті зоології імені І. І. Шмальгаузена НАН України, очолював відділ фізіології поведінки комах, згодом працював провідним науковим співробітником і радником при дирекції.
Помер 29 травня 2024 року.

## Науковий доробок
Леонід Францевич захистив кандидатську дисертацію за темою «Фауна різновусих лускокрилих долини Середнього Дніпра» (1963) та докторську — «Зоровий аналіз простору в комах» (1981), обидві за спеціальністю «ентомологія».
Учений зробив низку важливих відкриттів у вивченні комах, зокрема, вперше виявив таке явище, як здатність тварин розпізнавати випадкові двовимірні зображення за їхньою текстурою; астроорієнтацію у жорсткокрилих під час хомінгу; ідентифікованість структурних елементів нюхового центру в комах (гломерул дейтоцеребруму) за морфологічними ознаками; новий тип пропріоцептора (аркулярний орган) у жорсткокрилих; просторову сталість зорової орієнтації за місцевими й астроорієнтирами в комах під час хомінгу на похилих поверхнях; модель орієнтації за поляризованим світлом неба на основі стандартної карти напрямків поляризаційної чутливості, вбудованої у структуру сітківки; просторову сталість топологічних ознак зорового ключового стимулу в комах.
Леонід Францевич уперше обґрунтував скелетну модель кінематичної системи піших комах із метою опису й аналізу рухів, розв'язання задачі зворотної кінематики для реконструкції суглобових кутів, що прямо не спостерігаються. За допомогою методів зворотної кінематики вчений детально дослідив кінематику локомоторних маневрів у піших комах: повороти на площині, перевороти, ходіння по тонких стрижнях, поворот на кінці тонкого стрижня, а також кінематику відкривання-закривання надкрил у жорсткокрилих. Леонід Іванович описав кінематику і механізм розгортання ароліуму (клейкої подушечки на кінці ноги) і роль попередньо напружених структур у цьому процесі. Дослідивши механіку складеного середнього тазика у двокрилих комах, учений показав, що ця структура є маркером сегменту тіла, до якого прикріплена нога, і відкрив прояви гомеозису (появи структури в іншому сегменті тіла) в окремих таксонах двокрилих.
З осені 1986-го по 1988 рік Леонід Іванович очолював роботу київських зоологів у Зоні відчуження ЧАЕС. Його дослідження розгорталися у двох напрямах: радіоекологічному та загальноекологічному.
За дорученням ВО «Комбінат» протягом 1987—1988 років обчислив обсяги виносу радіонуклідів із Зони відчуження мігрувальними птахами. Л. І. Францевич запропонував тоді інтегральну оцінку виносу як добутку трьох величин. Отримана оцінка виявилася неістотною у порівнянні з загальним виносом радіонуклідів за межі зони й не потребувала певних контрзаходів.
Упродовж 1989—1994 років Леонід Іванович із колегами виконав широку біоіндикацію забруднення водойм і суходолу 90Sr за бета-радіоактивністю черепашок молюсків. Було складено карти забруднення 90Sr Київської області та річок басейну Дніпра. Досвід узагальнення даних для багатовидових зборів використано для зведення вимірів радіоактивності різноманітних видів диких тварин до небагатьох представницьких видів, прийнятих за стандарти порівняння. Така стандартизація дала змогу зобразити радіонуклідне забруднення диких тварин на карті (2000 р.). На основі методів обробки багатокомпонентних зборів Леонід Іванович створив першу в Україні модель оптимізації допустимих рівнів вмісту радіонуклідів у харчових продуктах (1997 р.).
Леонід Францевич першим звернув увагу на те, що на більшій частині зони відчуження і відселення (понад 98 % загальної площі — близько 3 тисяч км2) перебіг подій у біоценозах визначався не згубним впливом опромінення, а зняттям антропогенного пресу на живу природу після евакуації населення, широкомасштабними інженерними втручаннями. Дослідження та врахування загальноекологічних закономірностей знадобилося для менеджменту відчужених територій.
Науковець запропонував концепцію мозаїчного заповідання Зони відчуження з виділенням цінних у науковому чи природоохоронному плані угідь. Принцип мозаїчного заповідання був схвалений Науково-технічною радою при Адміністрації Зони відчуження.
Був членом редакційної ради наукового журналу «Вестник зоологии».

## Праці
Леонід Францевич — автор понад 165 друкованих праць, найбільшими з яких є монографії «Зрительный анализ пространства у насекомых» (1980), «Пространственная ориентация животных» (1986), «Животные в радиоактивной зоне» (1991).
Вчений ще з радянських часів регулярно публікувався у провідних західних англомовних журналах, зокрема у таких виданнях, як «Journal of Zoology», «Arthropod Structure & Development», «The Journal of Experimental Biology», «Journal of Morphology», «Zoology» тощо.

## Наукометричні показники
Л. І. Францевич мав одні з найвищих наукометричних показників серед зоологів України: індекс Гірша 15 у Scopus, 69 документів, що мають 653 цитування станом на 2024 рік.

## Відзнаки і нагороди
За дослідження «Зрительный анализ пространства у насекомых» (цикл «Фізіологія органів чуттів у комах») учений удостоєний Державної премії СРСР у галузі науки і техніки (1987). За участь у циклі робіт «Комплексне дослідження впливу Чорнобильської катастрофи на довкілля, наукове обґрунтування реабілітації забруднених територій та радіаційного захисту населення України» йому присуджено Державну премію України в галузі науки і техніки за 2004 р. У складі колективу авторів відзначений премією НАН України імені І. І. Шмальгаузена — за низку праць під загальною назвою «Вплив Чорнобильської катастрофи на тваринний світ» (2000). За участь у ліквідації наслідків аварії на ЧАЕС Леонід Францевич нагороджений орденом «Знак Пошани» (1989).